# Flamingo's '56
Flamingo's '56 is een volleybalvereniging uit Gennep, provincie Limburg, Nederland.
De club heeft sinds 2008 een supportersvereniging, genaamd de Roze Vogels. Het eerste vrouwenteam van Flamingo's speelde in het seizoen 2010/11 de toenmalige B-league en het eerste mannenteam speelde in de 1e divisie B waarin het in 2011 kampioen werd en promoveerde naar de (toen nog) B-League en in 2012 weer degradeerde naar de 1e divisie. Het eerste vrouwenteam van Flamingo's is in het seizoen 2015/2016 kampioen geworden in de topdivisie en promoveerde daarmee voor het eerst in de geschiedenis van de club naar de Eredivisie. De club ging voor dit team samenwerken met VC Activia uit Sint Anthonis middels de Flamingo’s Activia Stichting Topvolleybal. Het combinatieteam is in beide plaatsen actief in de Eredivisie. In 2017 werd onder de naam Flynth FAST Flamingo’s-Activia gespeeld, in 2018 Fast Flamingo’s-Activia. Het eerste mannenteam is dit seizoen spelende in de 2e divisie.
Adri Noy, de bedenker van het Cool Moves Volleybal (CMV) of Circulatie minivolleybal, geeft onder andere training bij Flamingo's '56. Oud-international Misha Latuhihin is zowel oud-speler als oud-trainer van de club.

## Erelijst
| Competitie          | Vrouwen |
| ------------------- | ------- |
| Kampioen Topdivisie | 2016    |